# Budinščina
Budinščina – wieś w Chorwacji, w żupanii krapińsko-zagorskiej, siedziba gminy Budinščina. W 2011 roku liczyła 538 mieszkańców.
Jest położona w Hrvatskim zagorju, na wysokości 253 m n.p.m., u podnóża góry Ivanščica, 17 km na północny wschód od Zlataru. Przebiegają przez nią linia kolejowa z Zagrzebia do Varaždinu i droga ze Zlataru do Novego Marofu. Miejscowa gospodarka oparta jest na rolnictwie i usługach. Niegdyś ważną gałąź stanowił przemysł budowlany, metalowy, spożywczy i tekstylny.
Pierwsza historyczna wzmianka pochodzi z 1234 roku.